# Cora
 Ovo je glavno značenje pojma Cora. Za druga značenja pogledajte Cora (razdvojba).
Cora (Nayeri, Náayarrite).- Indijanski narod iz grupe Coran, porodica Juto-Asteci, nastanjen u sjeveroistočnom Nayaritu, uz granicu s Durangom, kao i u njezinom obalnom području. Sami sebe Cora nazivaju Nayeri a srodni su plemenima Guachichil, Huichol, Totorame i Tecual.  Danas oko 16,000 Cora Indijanaca govori dva cora jezika, to su Cora de El Nayar i Cora de Santa Teresa, u meksičkoj državi Nayarit, uključujući i nekoliko stotina imigranata u američkoj državi Colorado. Pravi Cora Indijanci podijeljeni su prema Swantonu na tri lokalna plemena, viz.: Coano, Huaynamota, Zayahueco. Stariji autori spominju i plemena Teacuacitzisti i Ateacari, koji su govorili vlastitim dijalektima

## Kultura
Cora Indijanci žive u obalnom području Nayarita i u naseljima Dolores, Santa Teresa, Mesa del Nayar, Jesús Maria, San Francisco i Corepánu u Sierri Nayar. Core su kulturno veoma slični Huicholima, i oba plemena žive od agrikulture. Kukuruz, grah i tikve glavne su kulture, a zemlja se obrađuje plugom i štapovima za kopanje. većina obitelji drži krave zbog mlijeka i sira, te ovce radi vune ,dok se meso ovih životinjarijetko jede. Lovom, ribolovom i sakupljanjem Core i Huicholi nadopunjuju izvore svoje prehrane. Za razliku od Huichola koji lončarsku robu nabavljaju od trgovaca, Core su do danas očuvali lončarstvo. Šalove, torbe i prekrivače Indijanci proizvode sami na tkalačkim stanovima. odjeća je tradicionalna ili polutradicionalna. Muškarci nose, košulje i hlače od muslina, sandale i šešire, a treba pridodati i vezene marame i torbe koje se nose preko ramena. Žene nose duge suknje od muslina, duge bezrukavne bluze, sandale i plašt-quechquemitl (vidi quechquemitl) preko glave ili preko ramena.
Vjera Cora je katoličanstvo, čije svece identificiraju sa starim indijanskim bogovima. održavaju i stare paganske običaje i upražnjavaju kult-peyote.